# Thecla epidius
Thecla epidius är en fjärilsart som beskrevs av Frederick DuCane Godman och Osbert Salvin 1887. Thecla epidius ingår i släktet Thecla och familjen juvelvingar. Inga underarter finns listade i Catalogue of Life.